# Thasyraea
Thasyraea is een geslacht van spinnen uit de  familie van de Zoridae (stekelpootspinnen).

## Soorten
- Thasyraea lepida L. Koch, 1878
- Thasyraea ornata L. Koch, 1878